# Come Down Jesus
Come Down Jesus è una canzone scritta da José Feliciano e dalla ex moglie Janna Marlyn Feliciano ed interpretata da José Feliciano, uscita nel mercato internazionale a ottobre 1971 all'indomani del grande successo di Che Sarà che lo stesso Jose aveva stra-venduto in svariati paesi in tutto il mondo cantandola in 3 lingue tra cui la versione italiana presentata al Festival di Sanremo 1971.
Come Down Jesus fu però il primo singolo di una nuova e non sempre fortunata successiva era della carriera di Jose Feliciano che abbandonando il suo produttore Rick Jarrard e la collaudata formula di successo negli anni precedenti, cioè di essere uno dei più affermati interpreti al mondo di personali cover di famosi brani scritti da altre band, e dopo aver modificato il suo contratto con la Rca Victor diventando proprietario delle sue canzoni, tenta la strada come auto-produttore dei suoi dischi e, in questa canzone come in quasi tutte le canzoni del coevo album che la contiene "That The Spirit Needs", anche l'autore. 
A questa nuova formula si aggiunge anche un netto cambio di sonorità, ora più lontane dagli arrangiamenti classico orchestrali precedenti e più vicini ad un rock progressivo sulla scia dei nuovi successi di Elton John o James Taylor. 
La canzone ha poi un inaspettato testo di protesta sui problemi di povertà, fame e sprechi del pianeta tanto da supplicare, come dice la canzone, "la richiesta a Gesù di scendere sulla terra (Come Down Jesus) a vedere le cose fatte dal cancro-uomo creato dalle sue mani a cui lui non crederà"
Nonostante la scia del successo precedente che aveva catapultato Jose alla ribalta in tutto il 1971, di suoni più moderni e ritmo, di valide recensioni di Billboard e altre riviste, nonché una nuova vitalità avvertibile in tutta la canzone e album, questa canzone fallisce le classifiche tanto in Usa (dove solo l'album toccherà il 136º posto nella Top200) che in Europa occidentale; curiosamente diverrà un buon successo dietro l'allora "cortina di ferro", specialmente nella ex-Jugoslavia (dove pochi mesi prima già Che Sarà aveva spopolato), in Spagna con l'album nella Top20 e soprattutto in Svezia dove per qualche anno ancora Jose sarà uno degli artisti internazionali più seguiti tanto da portare, tra gli altri, anche il singolo "Come Down Jesus" al nr. 9 in classifica il 16/1/1972

## Hit parade internazionali conosciute del 1971
| titolo°         | Paese  | Posizione |
| --------------- | ------ | --------- |
| Come Down Jesus | Svezia | 9         |